# 鄧炳強
鄧炳強，GBS，PDSM，JP（1965年7月5日—），香港男性政治人物及退役警務人員，現任保安局局長兼任為維護國家安全委員會成員。曾于2019年至2021年任警務處處長，是警隊中的鷹派人物。曾于国内外多所学院参加学习，包括美国联邦调查局国家学院
、中國上海浦東幹部學院、中國人民公安大學、英国皇家国防研究学院
和中國國家行政學院。曾借调到法国里昂的国际刑警组织工作3年。

## 經歷
鄧炳強早年於香港島中西區長大，父母早年由中國大陸來港，家中有6個子女，一家8口擠於唐樓板間房，父親於酒樓工作，母親是穿膠花工人。鄧炳強就讀鄧肇堅維多利亞官立中學（當時名為鄧肇堅維多利亞工業學校）至中五理科，會考成績優異，於1982年轉至傳統名校聖士提反女子中學升讀預科，成為女校男生，英文曾經全班包尾。在大學時期，他曾經與同學一起以臨時演員身份拍戲賺外快，包括電影《開心鬼》和《聖誕快樂》，並在後者中有對白。
1987年於香港中文大學社工系畢業後，同年6月16日加入皇家香港警察並出任见习督察一職，期間曾駐守多個單位。他亦持有工商管理碩士、國際安全及策略碩士等學位資格。他更獲警方高層安排到中國大陸多個不同學院受訓，包括中國人民公安大學、中國浦東幹部學院、以及國家行政學院。鄧炳強之後借調往法國里昂的國際刑警秘書處出任刑事專項主任一職，並在任內擢升爲國際刑警有組織犯罪及暴力罪案組的主管。
2012年，鄧炳強晉升為總警司（首長級職級），及調任元朗警區指揮官。2014年出任港島總區副指揮官，2015年5月晉升為警務處助理處長，及出任港島總區指揮官。2016年1月出任人事部主管，2017年1月晉升為警務處高級助理處長，兼任行動處處長。2018年11月16日，鄧炳強獲香港特區政府委任為警務處副處長（行動），接替退休的劉業成，11月24日生效。
鄧炳強離開元朗區後專門處理一些重要任務，包括2014年出任港島總區副指揮官時處理雨傘運動、2017年以行動處處長的職位負責中共中央總書記習近平视察香港時的保安工作，以及處理反對逃犯條例修訂草案運動等。
2019年9月21日，一群維官舊生及學生在立場新聞及香港獨立媒體發表〈放下屠刀，回頭是岸 ── 一群維官舊生及學生致警務處副處長鄧炳強公開信〉，公開譴責校友鄧炳強在近月警方強力鎮壓衝突中的角色。
2019年11月19日，中華人民共和國國務院依照《香港基本法》第十五条，根據時任行政長官林鄭月娥的提名和建議，任命鄧炳強接替盧偉聰出任警務處處長。警務處行動處處長蕭澤頤，亦於同日接替鄧炳強出任警務處副處長（行動），而副處長（管理）一職則繼續由郭蔭庶出任。12月6日，邓炳强赴北京进行首次礼节性拜访，先后获中国公安部部长赵克志、國務院港澳辦主任張曉明和中共中央政法委书记郭声琨的会见。
2021年6月23日，根据行政长官林郑月娥的提名和建议，中华人民共和国国务院印发《关于香港特别行政区政府李家超等4人职务任免的通知》（国人字〔2021〕159号），鄧炳強獲委任為保安局局長，于6月25日就任。

## 新聞事件

### 被揭與中共及「江湖猛人」關係密切
傳媒披露鄧炳強獲高層器重，分別獲安排到中國浦東幹部學院、中國人民公安大學、以及中共中央黨校（國家行政學院）受訓，回港後開始擔任各區指揮官角色，多名前線警官透露，鄧炳強處事圓滑，深得高層歡心，2013年離任元朗警區指揮官時，獲鄉黑背景人士在小桃園酒家設江湖飯宴歡送，當中包括前屏山鄉鄉委會主席綽號「高佬和」曾樹和、鄉事背景民建聯梁志祥。
事後，鄧炳強於其中一次的記者會解釋，其於2013年離開元朗警區，區議會、滅罪委員會及少年警訊名譽會長會為他進行歡送。有關的飯局相中人物包括區議會主席、副主席、滅罪會主席、當區公務員首長，當時有三至五圍。至於記者提及的人物有否出席則沒有印象，可能當時他們不是坐在主家席，雙方沒有聊天，所以沒有印象。

### 涉嫌包庇和縱容黑社會
2020年5月，時任區議員陳樹暉在元朗區議會的會議中指出，鄧炳強出任元朗警區指揮官期間出現的第一次官商鄉黑勾結，是2013年時香港特首梁振英的一次落區活動中，警察任由一批鄉黑毆打示威市民；而於2019年11月14日，撐警人士及鄉黑組成的「東江縱隊」於元朗大馬路遊行，卻未有人被控以非法集結。
2019年7月21日，黑幫成員在元朗襲擊大量市民，身為時任警務處副處長（行動）的鄧炳強，被指要求警察當晚故意不作為，默許鄉黑勢力襲擊大量平民，製造警民關係對立。警方事後舉行多次記者會向公眾解釋事件，721元朗襲擊事件當日，警方接報至快速應變部隊到場要30多分鐘的情況不理想。 截至8月27日，警方已經拘捕57人，其中8人已被控暴動罪及串謀蓄意傷人罪。另外，部分涉案疑犯正被警方通緝，不排除有更多人被捕。
元朗區議會議員黃偉賢擔心警察和黑社會之間的關係逐漸成為一種默契，元朗治安持續惡化，他批評「97年前你不會見到警察與黑社會混在一起，但97之後卻會看到他們在一起握手和拍膊頭」。

### 涉嫌包庇犯事警員
2019年6月12日香港反對逃犯條例修訂草案佔領行動過後，《蘋果日報》獲取一段被指是鄧炳強與一眾警員對話的內部錄音，錄音內鄧炳強批評傳媒經常針對警察，成日提警察曾侮罵記者說「記你老母」及襲擊記者，叫警察「醒少少唔好俾人影」，又說要「給市民知道對方的白色恐怖……給社會大眾知道對方（示威者）有多污糟邋遢」，並寄語前線警員「你們後面還有人頂住，上立法會解釋就交給我。」此番言論惹起公眾譁然，而警方未有否定有關錄音內容。

### 考慮引入木彈及電槍等更高級別武備惹爭議
新任警務處處長鄧炳強上任時適逢香港反修例風波，他稱考慮在未來行動中引入木彈等更高武備，以及考慮購入電槍，事後惹起公眾猛烈批評，最終警方改口說現時沒有計劃使用木彈。鄧炳強稱警方研究引入可「替代開真槍」的新武器，以減低整體武力使用，他不同意引入電槍是為了提升武力，相反是為警方提供更多武器選擇，從而減低武力層次。

### 被美国制裁
美國通過以制裁“違反人權”的官員為主的《香港人權與民主法案》後，美國共和黨海外事務組織副主席俞懷松列出了建議首批被制裁的「香港六人幫」名單，鄧炳強亦在其中。首批將會被制裁的六人為林鄭月娥、鄭若驊、李家超、盧偉聰、鄧炳強和葉劉淑儀。

### 关于自称被荃灣警署輪姦案受害女子相关言论
2019年，一名18歲女子於反修例運動期間報案指於9月27日在荃灣警署內被警員輪姦成孕，2020年1月16日，鄧炳強在中西區區議會會議中公開表示警方正循假口供的方向調查。受害人在2日後透過韋智達律師行發出聲明，指對鄧炳強的說法十分難過，又譴責鄧炳強試圖公開抹黑她以貶損她的投訴並影響起訴成功的機會，以及漠視投訴人的私隱以及性暴力受害者的尊嚴。
事後警方消息表示重案組根據事主的口供展開調查。翻查荃灣警署9月27日的閉路電視片段，惟未有找到事主；再而翻查前後數日的片段，同樣沒有找到事主被帶入警署情況；荃灣警署在該段日子亦沒有防暴警察當值。消息人士指出，就日子而言，全部不吻合。報道又引述消息人士指，事主描述的警署內的案發地方，又與實際有出入，其代表律師也未有再接觸警方。而受害人自此亦不知所終。

### 區議會大會中無法辨認出無委任證警員
2020年1月16日，鄧炳強出席第二次中西區區議會大會，鄧炳強被迫按《警察通例》要求戴上委任證方能被大會准許繼續參與會議，而現場數名便衣警員當中其中一名拒絕出示委任證而被大會趕離場。大會向鄧炳強展示了數名沒有委任證的蒙面男子圖片，鄧炳強只能辨認出其中一名是警員，其餘他皆無法分辨。
事後鄧炳強在2020年2月一個與成龍等藝人同席的聚餐上表示，他認為自己出席香港區議會會議時的口才很好，而原因則是他學習了曾志偉的《開心字典》，整個過程及眾人合照被疑似朱經緯攝下並發佈，成為輿論焦點。

### 新冠肺炎期間與明星足球隊飯聚爭議
2020年2月，網上流傳出一段鄧炳強及多名香港警務人員與親中共的香港藝人飯聚的影片，影片中鄧炳強向在場人士說「只要你哋係畀個手指公我哋，我哋赴湯蹈火，在所不辭（只要你們給我們一個大拇指，我們赴湯蹈火，在所不辭）」，又表示自己學習當警察的方式，是參考成龍及方中信主演的警匪片，相關言論被質疑當中可能涉及利益交換。此外，在成龍主演的警匪片《警察故事》中，成龍所演的警察角色是一名在拘捕行動中漠視大眾安全、不信任法治以及濫用私刑的人，故鄧炳強被質疑是否有向《警察故事》中的成龍學習濫用私刑、漠視法治。晚宴中，鄧炳強的妻子與譚詠麟合唱及合照，鄧炳強表示其妻子喜歡譚詠麟多於喜歡他。
鄧炳強承認自己對於社交距離不足的敏感度不足，當日是在職和退休的警員與明星足球隊作賽後，晚上是獲邀出席晚宴，他形容，飯局充滿正能量，支持香港和警隊，他樂意參與，他當時以幽默和客氣方法表達，有人卻如獲至寶，以為是天大醜聞，他形容這種想法是小題大做。

### 連番針對港台節目及頭條新聞影射警方作出投訴
自2020年2月起，鄧就不止一次港台節目頭條新聞中的環節「驚方消息」去信作出投訴，指責其多次以嘲諷形式抹黑警隊於2019冠状病毒病香港疫情的工作，顛倒是非，報道錯誤訊息，刻意分化政府部門同心抗疫的工作，且對此表示極度遺憾，希望廣播處長梁家榮作出適當跟進。 而港台方面，則以其節目是以嘻笑怒罵形式反映社會現象，和不同看法及體量各部門在抗疫期間的辛勞工作等說法作回應。
同年3月3日，鄧炳強再度去信梁家榮，批評《頭條新聞》節目從沒譴責或批評過有「暴徒」破壞商舖、縱火等暴行，亦從沒譴責或批評過支持「暴徒」的人。在信中，他亦批評《頭條新聞》「驚方訊息」環節，質疑主持人王喜「嬉笑怒罵」演繹，只會令一般人認為警察調查不認真、不專業，令觀眾對警隊產生錯誤看法，誤解警隊，指若大眾因此對警隊失去信心，不法之徒便有機可乘，香港的治安便難以維持，這絕對涉及重大的公眾利益，故同事向廣播署長及通訊事務管理局投訴有關環節。對於有關投訴，王喜在社交網站回應指，第一集「驚方訊息」得到一頁紙投訴信，第二集就有兩頁紙投訴信，「驚方訊息有六集，咁總共會有幾多頁紙投訴信呢？」，暗揄鄧炳強不能接受事實，濫用權力作出投訴。
繼而在同月13日早上，港台顧委會進行會議，立場親建制派的主席陳建強會後表示，顧委會初步認為鄧的投訴有理據，而且會向廣播處長提出三項建議，包括所有節目須嚴格遵從《香港電台約章》內容，提供準確持平的新聞報道、資訊、觀點等。陳亦又希望梁嚴謹處理投訴、定期與顧委會溝通及重視顧委會提出的所有意見，如不接納須向顧委會匯報及解釋原因。但有關說法隨即被港台製作人員工會指顧委會施壓干預港台日常事務，又質疑其「干預之手」愈伸愈入，要求切勿越界。
2021年1月28日，通訊事務管理局早前接獲44宗投訴，指港台在去年2月28日、3月13日及4月10日播放的3集《頭條新聞》中，經詳細審視後，有足夠理據認為節目內的描繪具有污衊或侮辱警務人員作為一個社會羣體的效果，違反了《電視節目守則》第3章第2(b)段的規定。

### 涉嫌干預教大講師學術自主
2020年4月27日，鄧炳強向香港教育大學校長張仁良發信，要求跟進該校講師蔡俊威去年在港台節目《左右紅藍綠》上，有關警方圍攻理大的言論，指其挑動仇警情緒。
有關言論引起公眾廣泛批評，民主黨立法會議員許智峯發信予公務員事務局要求跟進他的行為。高教公民指責他公然侵犯學術自由和院校自主，並發起「一人一信 支持蔡俊威」行動，要求張公正處理蔡的個案，守護學術自由和院校自主，同時亦呼籲全香港巿民參與聯署。另外，香港9間大學學生會亦發起聯合聲明，譴責香港警察粗暴干預學術自由。

### 被揭發涉及多宗僭建案件
2020年5月，鄧炳強被指称自2002年起先後擁有四個物業，十多年間涉及三宗非法僭建案件，立法會議員朱凱迪称其为“僭建慣犯”。

### 美國声称其侵犯人權及破壞香港自治对其制裁
2020年8月7日，美國財政部宣佈《第13936號行政命令》，制裁11名侵犯人權及破壞香港自治的中港官員，並公開其個人資料以供識別，被制裁者包括林鄭月娥及鄧炳強等人，有關人等被列入《特別指定國民和被封鎖人員》通輯名單內，而同一天與鄧炳強等人同被列入SDN名單的第12人是在中非共和國犯下多起強姦與殺戮罪行的軍閥布·西迪·蘇萊曼。被制裁者除了在美國的資產會被凍結外，也不能獲取美國銀行及公司的服務，並可凍結其間接持有的資產，而其在香港及海外的銀行賬戶亦極可能被取消或凍結。截止8月10日，匯豐、渣打、星展等國際銀行陸續發聲明表示將配合美國制裁林鄭月娥等人。8月12日，彭博報道，開始有中資銀行執行美國的制裁令，暫停為被制裁的林鄭等11名中港官員開新戶。香港傳媒人蕭若元指，由於鄧炳強的妻子是宏利保險高層，鄧炳強因妻子而購買的保險而會無法理賠，妻子也可能會被宏利保險要求辭職。
鄧炳強後來被揭發他在置富花園的按揭在制裁前3天已由匯豐轉至屬於中國國企的中銀香港.

### 操控傳媒採訪
鄧炳強於2020年8月接受《香港01》專訪表明，封鎖部分範圍只會容許「可信媒體」採訪，界定準則亦由警方決定。有關措施於其後蘋果日報被香港國安處搜查事件中首次試行，香港電台、立場新聞、美聯社、法新社及路透社等一度不獲安排，警方對傳媒機構的定義逐漸收窄，被質疑自行為傳媒兩字作出新定義。香港記者協會主席楊健興批評，業界事前從未聽過有該試行措施，警方單方面試行「不負責任」，警方制定「可信」傳媒名單條件中包括，主觀及嚴重指控，不但製造更多問題，質疑與《警察通例》第39章警察與市民和傳播媒介的關係條文有衝突。

### 多次不點名批評媒體有「假新聞」
2021年4月16日，警務處處長鄧炳強在立法會財委會特別會議上指出「假新聞」與國家安全有直接關係，他稱有不少外部勢力利用香港的代理人，透過「假新聞」和假消息的方法，在香港煽動仇恨、分化社會和製造矛盾。同時指有報章頭條將警隊開放日，一班小學生在警隊設施中玩得很開心、天真爛漫的畫面，抹黑成與「黑暴」有關。他批評媒體的做法非常不道德，不單止傷害小朋友的心，同時反映有人想用恐嚇的方法，抹黑想親近警隊的人。他又指社會上仍有人為外部勢力服務，污衊警隊，認為是與已被檢控勾結外國勢力的人士有關，強調繼續危害香港國家安全的人將會被拘捕。香港外國記者會致函鄧炳強，指所謂“假新聞”字義空泛、定義主觀。認為相關的立法被用作壓制新聞與言論自由。要求他進一步澄清。
2021年5月11日，警務處長鄧炳強不點名批評有傳媒「生安白造」美國奧斯卡最佳男配角支持香港「暴徒」。又稱如果媒體違反《港區國安法》，有證據會拘捕或檢控。記協認為政府和警方將媒體處理新聞的手法或個別失誤，與「假新聞」拉上關係，擔心是要立法規管新聞。

### 指雙十慶祝有違反國安法
2021年9月23日，香港保安局局長鄧炳強警告香港市民切勿在「雙十節」意圖做出把台灣從中國分裂出來的行為，包括鼓勵和煽動其他人，更反問為何要慶祝「雙十節」。

### 研究立法修改港英時代遺留的法律用語
立法會議員陳曼琪在2022年2月的立法會保安事務委員會上，向鄧炳強建議修改《刑事罪行條例》中「英女王」、「聯合王國」和「英國屬土」等帶有港英時代色彩的字眼，例如將「英女王」改成現任中共總書記習近平的名字。鄧炳強回應將研究立法修改殖民時代不合時宜的字眼。

## 參演作品

### 演員
- 《守城》 - CTRU高級警員（與陳健國、蕭澤頤合作）
- 《開心鬼》－臨時演員[10]
- 《聖誕快樂》－臨時演員[10]

## 榮譽

### 殊勳
- 金紫荊星章（G.B.S.）（2022年7月27日）[77]
- 官守太平紳士（2021年9月10日－；任職保安局局長期間）[78]
- 行政長官公共服務獎狀（2021年2月9日）[79]

紀律部隊嘉獎
- 香港警察卓越獎章（P.D.S.M.）（2018年7月1日）[80]
- 香港警察長期服務獎章（2010年6月1日；時任高級警司）[81]
  - 加敘第一勳扣（2017年6月1日；時任高級助理處長）[82]
- 「踏浪者」行動獎章（2020年12月30日）[83]

- 香港警務處處長嘉許（1999年、2003年）[84]

|  |  |  |  |  |  |  |  |  |

| 金紫荊星章 | 金紫荊星章 | 金紫荊星章 | 香港警察卓越獎章 | 香港警察卓越獎章 | 香港警察卓越獎章 | 香港警察長期服務獎章 | 香港警察長期服務獎章 | 香港警察長期服務獎章 | 「踏浪者」行動獎章 | 「踏浪者」行動獎章 | 「踏浪者」行動獎章 |

## 外部連結
- 鄧炳強在香港影庫上的簡介
- 保安局局長鄧炳強於香港政府一站通網頁的介紹（页面存档备份，存于）（繁體中文）
- 邓炳强的小红书主页
- 鄧炳強的新浪微博
- 鄧炳強的Facebook專頁

| 香港特別行政區政府 | 香港特別行政區政府                                  | 香港特別行政區政府 |
| ------------------ | --------------------------------------------------- | ------------------ |
| 前任者： 李家超    | 保安局局長 2021年6月25日－                          | 現任               |
| 警職               |                                                     |                    |
| 前任： 盧偉聰      | 警務處處長 2019年11月19日－2021年6月25日            | 繼任： 蕭澤頤      |
| 前任： 劉業成      | 警務處副處長（行動） 2018年11月24日－2019年11月18日 | 繼任： 蕭澤頤      |